# Famille Stein
Pour les articles homonymes, voir Stein.

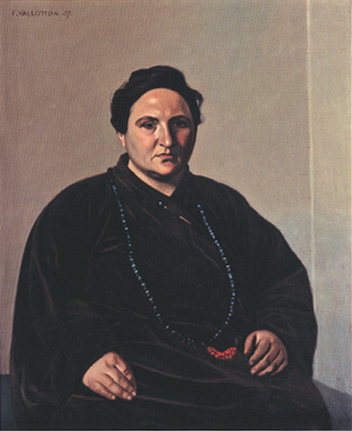
Portrait de Gertrude Stein par Félix Vallotton (1907)

La famille Stein est une fratrie constituée de deux frères et d'une sœur et de la femme de l'un des frères. Américains, ils s'installent à Paris au début du  XXe siècle. Ils deviendront d'importants collectionneurs de peintures en art moderne, fréquentant et encourageant les peintres d'avant-garde dont Matisse et Picasso.

## Famille
La famille est d'origine juive installée à San Francisco mais ayant vécu en Pennsylvanie et en Europe. Les parents possèdent et dirigent une entreprise prospère de tramways (mise en place du tramway dans la ville) et d'immeubles de rapport. Ils auront cinq enfants dont certains à la mort de leurs parents s'installeront à Paris.

## Leo et Gertrude Stein
Leo Stein (1872-1947) arrête des études de médecine à Boston, se rend au Japon puis en Italie où il étudie l'histoire de l'art de la Renaissance. Il s'installe à Paris en 1902. Le premier tableau de Picasso qu'il acquiert le Meneur de cheval nu pour 1,000 francs.
Gertrude Stein (1874-1946) entretient avec son frère une relation quasi fusionnelle. Elle abandonne des études de psychologie pour le rejoindre à Paris en 1903. Elle y deviendra écrivain et une figure littéraire de la vie parisienne et amie de Picasso, qui sera l'un des nombreux artistes à réaliser son portrait. Picasso et Matisse se seraient rencontrés pour la première fois dans les appartements de Gertrude et Leo.

## Michael et Sarah Stein

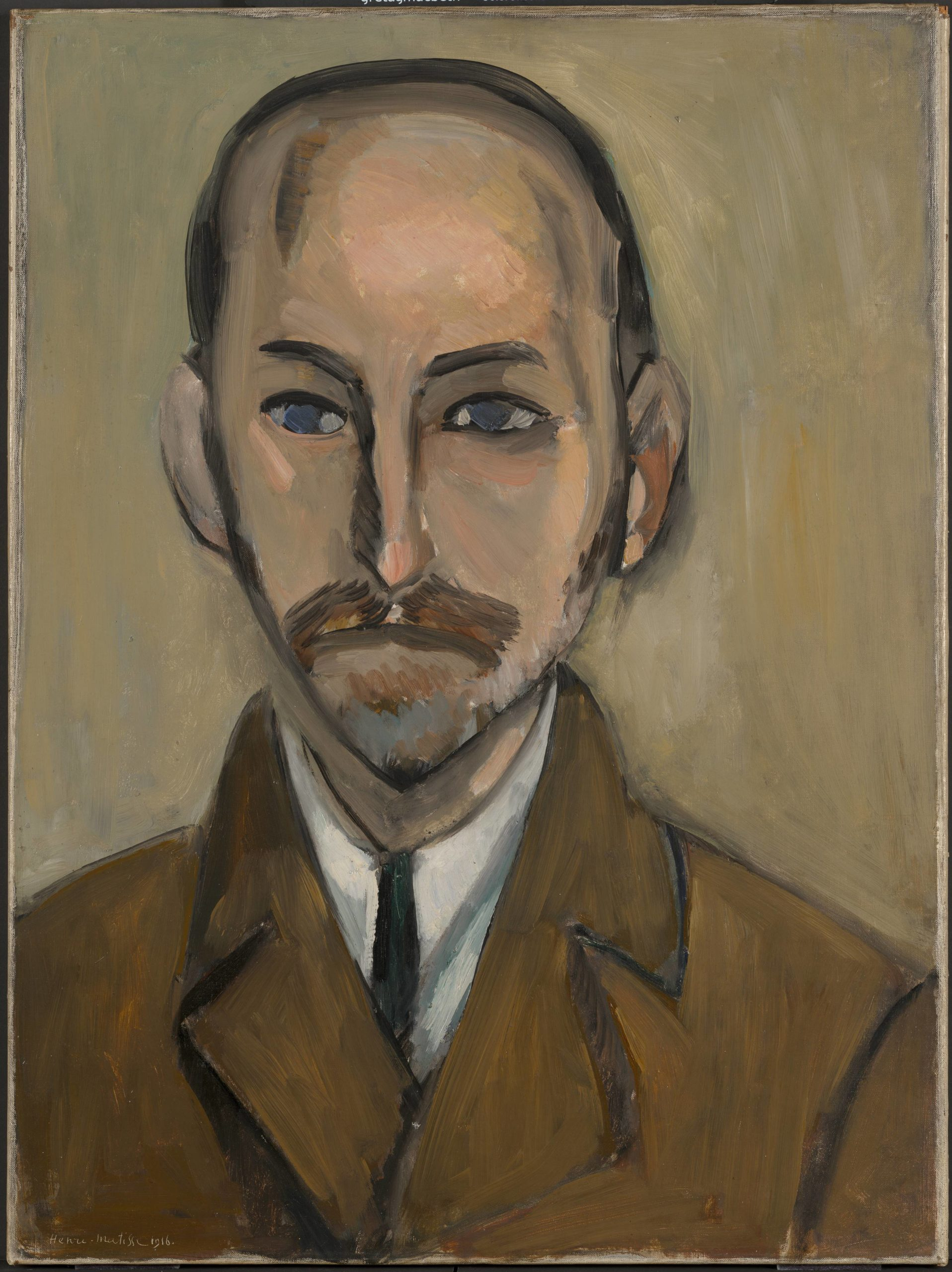
Portrait de Michael Stein, par Henri Matisse

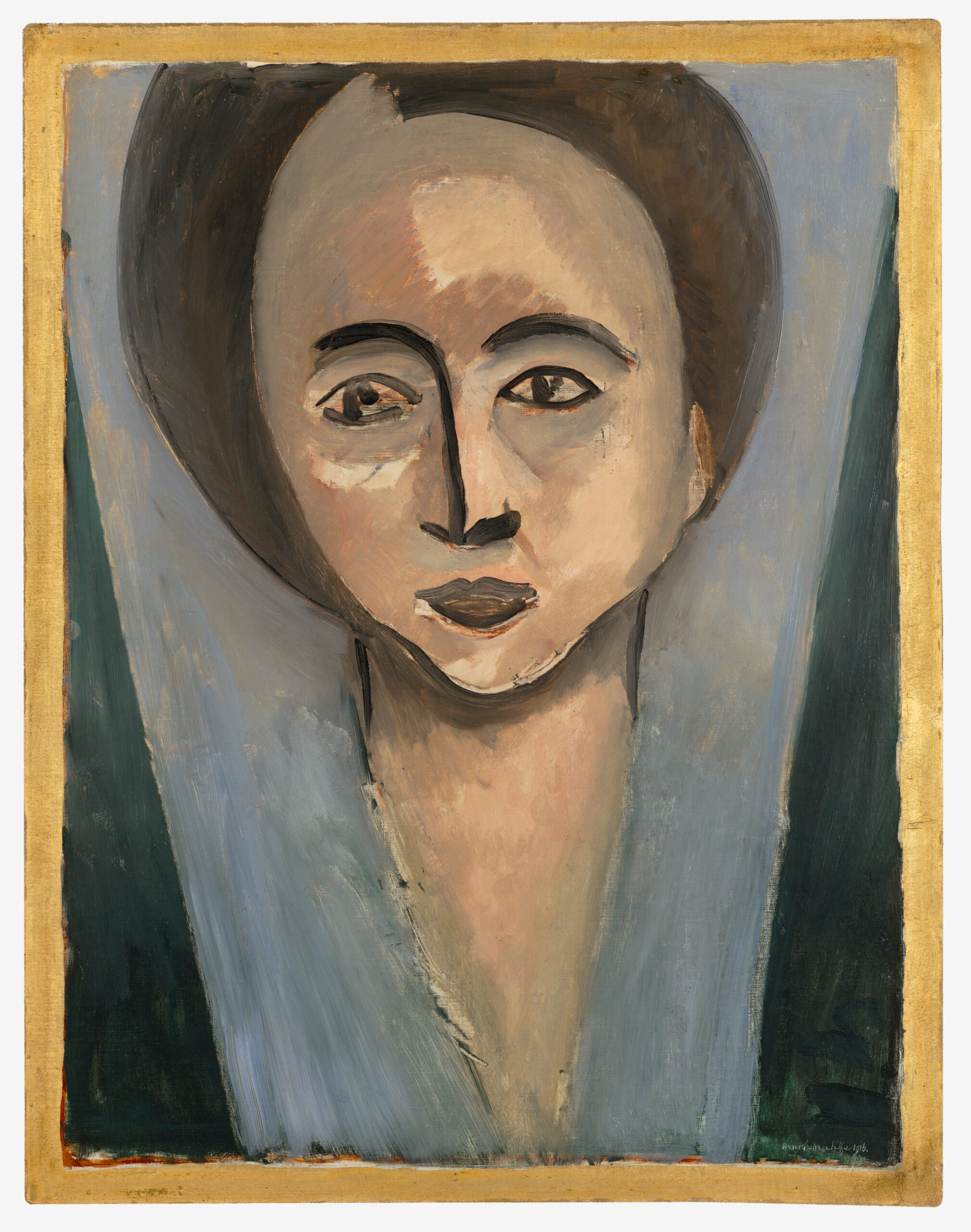
Portrait de Sarah Stein, par Henri Matisse

Michael (1865-1938) est l'aîné de la fratrie. À la mort de ses parents, il gère l'entreprise familiale. Il est marié avec Sarah (1870-1953) qui a fait des études d'art. Cette dernière est fascinée par son beau-frère et sa belle-sœur et pousse son mari à les suivre à Paris. En 1904, Michael et Sarah Stein s'installent rue Madame, non loin de chez Léo et Gertrude qui habitent et reçoivent au 27, rue de Fleurus. Dans le salon de leur appartement parisien est accroché la Femme au chapeau, tableau qui fait scandale lors de sa présentation au Salon d'automne de 1905.
Les Stein achèteront de nombreuses œuvres modernes. On rencontre chez eux des peintres et écrivains très célèbres Mais surtout Matisse et Picasso, dont les Stein achèteront des tableaux, devenant très connus. En 1935, ils fuient l'Europe pour les États-Unis.

## La collection
À eux quatre, les Stein collectionneront plusieurs centaines de tableaux. La collection de Michael et Sarah sera, sous l'Occupation, confiée à une galerie allemande et Sarah ne parviendra pas à tous les récupérer après la guerre. Léo, en froid avec sa sœur pendant l'Entre-deux-guerres partira à en Italie. Sa collection de Renoir sera en partie spoliée par le marchand d'art Barnes.
En 2011 et 2012, cette collection, regroupant plus de 200 tableaux, est organisée par la Réunion des musées nationaux, le musée d'art moderne de San Francisco et le Metropolitan Museum of Art de New York. Elle se tient successivement à San Francisco, Paris (Grand Palais) et New York.
La plupart des tableaux de la collection sont aujourd'hui (2011) détenus par la Fondation Barnes de Philadelphie et le Musée de l'Ermitage à Saint-Pétersbourg. Parmi ces tableaux, on compte :
- Femme au chapeau, Henri Matisse (1905), musée d'art moderne de San Francisco
- Nu bleu : souvenir de Biskra, Henri Matisse (1907), musée d'art de Baltimore
- Nu à la serviette, Pablo Picasso
- La Femme de l'artiste dans un fauteuil, Pablo Picasso
- Thé dans le jardin, Henri Matisse (1917)
- Madame Matisse à la raie verte, Henri Matisse (1905), Statens Museum for Kunst

### Pages liées
- Gertrude Stein
- Leo Stein
- Sarah Stein